# Рибейру ди Абреу-и-Лима, Жозе Инасиу
Жозе Инасиу Рибейру ди Абреу-и-Лима (порт. José Inácio Ribeiro de Abreu e Lima, известен также как Падре Рома (порт. Padre Roma); 1768, Ресифи — 29 марта 1818, Баия) — монах ордена кармелитов, теолог, бразильский революционер, один из руководителей Пернамбуканской «революции священников» (Revolução dos Padres) 1817 года — республиканского восстания в провинции Пернамбуку против португальского колониального господства. Был направлен в провинцию Баия с целью поднять там восстание, однако был схвачен монархистами и расстрелян. Отец генерала Абреу-и-Лима.